# Kira Muratova
Kira Heorhijivna Muratova, ukránul: Кіра Георгіївна Муратова (Soroca, 1934. november 4. – Odessza, 2018. június 6.) szovjet-ukrán filmrendező, forgatókönyvíró, színésznő.

## Filmjei
- У крутого яра (1961, forgatókönyvíró is)
- Наш честный хлеб (1964, színész is)
- Rövid találkozások (Короткие встречи) (1968, forgatókönyvíró, színész is)
- Опасные гастроли (1969, csak színész)
- Hosszú búcsúzások (Долгие проводы) (1971)
- Познавая белый свет  (1980, forgatókönyvíró is)
- Среди серых камней (1983)
- Перемена участи (1987, forgatókönyvíró is)
- Сад желаний (1987, csak színész)
- Végelgyengülés (Астенический синдром)  (1990, forgatókönyvíró is)
- Чувствительный милиционер (1992, forgatókönyvíró is)
- Увлеченья (1994)
- Három történet (Три истории) (1997)
- Письмо в Америку  (1999, rövidfilm)
- Másodrangú emberek (Второстепенные люди)  (2001, forgatókönyvíró is)
- Csehov-motívumok (Чеховские мотивы)  (2002, forgatókönyvíró is)
- Настройщик  (2004, forgatókönyvíró is)
- Справка (2005, rövidfilm)
- Кукла (2007, rövidfilm)
- Два в одному (2007)
- Мелодія для катеринки (2009, forgatókönyvíró is)
- Вічне повернення  (2012, forgatókönyvíró is)